# Паклени котао (филм)
Паклени котао (фр. Le Chaudron infernal) француски је неми хорор филм из 1903. године, редитеља Жоржа Мелијеса, који уједно тумачи и једну од главних улога. Објавила га је Мелијесова продуцентска кућа Star Film Company и налази се под редним бројем 499. у њеном каталогу.
Од спацијалних ефеката у филму је коришћена пиротехника, меки фокус, супституција спојева и вишеструка експозиција. Филм је ручно обојен, а захваљујући томе што је Мелијес снимао са системом од два сочива, комбиновањем међународне и домаће верзије филма настала је 3D верзија. Ова верзија приказана је у септембру 2011, заједно са још неколико Мелијесових филмова, током презентације у Академији филмских уметности и наука.

## Радња
На почетку филма слуга демона уводи у просторију жену, коју демон хвата и спаљује је у великом котлу. Након тога, у исту просторију су уведена још два човека, које демон, такође, баца у котао. Убрзо затим, изнад котла се појављују духови демонових жртава.

## Улоге
- Жорж Мелијес као демон